# Graubünden
Graubünden (Duits: Graubünden; Frans: Grisons; Italiaans: Grigioni; Reto-Romaans: Grischun; Nederlands (verouderd): Grauwbunderland) is het oostelijkste en grootste kanton van Zwitserland.
Het is het enige officieel drietalige kanton: Duits, Reto-Romaans en Italiaans zijn er de officiële talen. Ook voor Zwitserse begrippen is het zeer bergachtig en het kanton is bekend door de kronkelige spoorlijnen van de Rhätische Bahn.
De hoofdstad is Chur (Reto-Romaans: Cuira, Italiaans: Coira) met ca. 39.000 inwoners. Op 31 december 2023 telt het kanton 204.888 inwoners.

## Geschiedenis
Het gebied van Graubünden werd oorspronkelijk bewoond door de Raetiërs en werd in 15 v.Chr. door de Romeinen veroverd. De Septimerpas was in deze tijd een van de belangrijkste noord-zuidverbindingen. Het bisdom Chur werd het eerste bisdom ten noorden van de Alpen. Eerst was het gebied in het bezit van de Franken, daarna behoorde het tot 1648 tot het Heilig Roomse Rijk.
In de 13e eeuw werd het gebied geleidelijk vanuit het oosten bezet door de Walliser en van het noorden uit door de Germanen. Dit gebeurde vrij langzaam, zodat de Retoromaanse taal hier stand heeft kunnen houden. Ter bescherming van de verschillende gebieden werden bonden gevormd, in het zuidoosten en centrum de Gotteshausbund in 1367, in 1395 de grijze bond in het westen en in 1436 in het noorden de tiengerechtenbond. In 1497 werd de eerste aansluiting gezocht bij de toen acht kantons van het Zwitsers Eedgenootschap. Tussen de politieke krachten van Frankrijk en Oostenrijk verhield Graubünden zich vrij neutraal. In 1797 verloor Graubünden het grondgebied van de latere Italiaanse provincie Sondrio aan de Cisalpijnse Republiek.
In 1798 werd Graubünden met de rest van Zwitserland samengevoegd in de Helvetische Republiek en werd daarna in 1803 een zelfstandig kanton. Per 1848 werd het een volwaardig lid in de nieuw gevormde Bondsstaat Zwitserland.

## Geografie

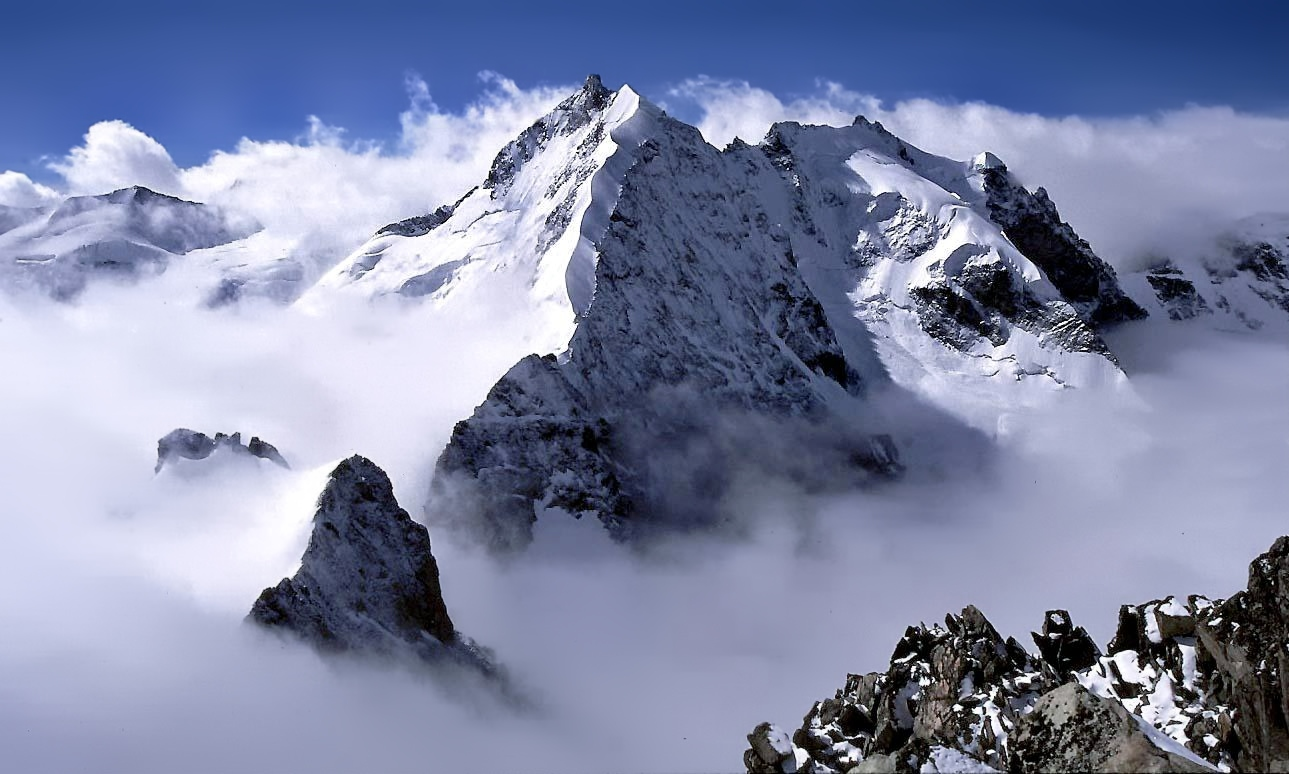
De Piz Bernina is met 4049 de hoogste berg van Graubünden

Het bergachtige Graubünden telt 150 dalen, 615 meren en 937 bergtoppen. Het hoogste punt in Graubünden is de 4049 m hoge Piz Bernina. Het kanton is ook voor Zwitserse begrippen zeer bergachtig. Een bijzondere locatie is de 400 meter diepe en 13 kilometer lange Rijnkloof waar de Voor-Rijn doorheen stroomt.
In het kanton komen drie continentale Europese waterscheidingen bij elkaar, die van de Atlantische Oceaan, de Middellandse Zee en de Zwarte Zee. Het punt waar de drie waterscheidingen bij elkaar komen ligt in de Lunghinpas aan de voet van de 2.780 meter hoge Piz Lunghin in het zuiden van het kanton. Het grootste deel van het kanton beslaat de bovenloop van de Rijn (de Voor-Rijn en de Achter-Rijn). In het zuidoosten ligt een gebied dat tot het stroomgebied van de Inn (het Engadin) die uitmondt in de Donau die naar de Zwarte Zee stroomt. Aan de zuidrand zijn vier dalen die naar de Adriatische Zee en daarmee de Middellandse Zee afwateren: het Valle Mesolcina, het Val Bregaglia, het Val Poschiavo (allen via de Po) en het Val Müstair (via de Adige). Deze dalen zijn respectievelijk te bereiken via de San Bernardinopas, de Malojapas, de Berninapas en de Ofenpas. De stroomgebieden van de Rijn in het westen en dat van de Inn in het oosten worden verbonden door de Julierpas, de Albulapas en de Flüelapas (van zuid naar noord).
Graubünden grenst in het westen aan de kantons Ticino en Uri, in het noorden aan de kantons Glarus en Sankt Gallen en aan Liechtenstein, in het noordoosten aan de Oostenrijkse deelstaten Vorarlberg en Tirol en in het zuiden aan de Italiaanse regio's Lombardije en Trentino-Zuid-Tirol.

## Demografische evolutie van het kanton
Bron: https://www.bfs.admin.ch/bfs/de/home/statistiken/bevoelkerung/stand-entwicklung.assetdetail.32229209.html

## Cultuur

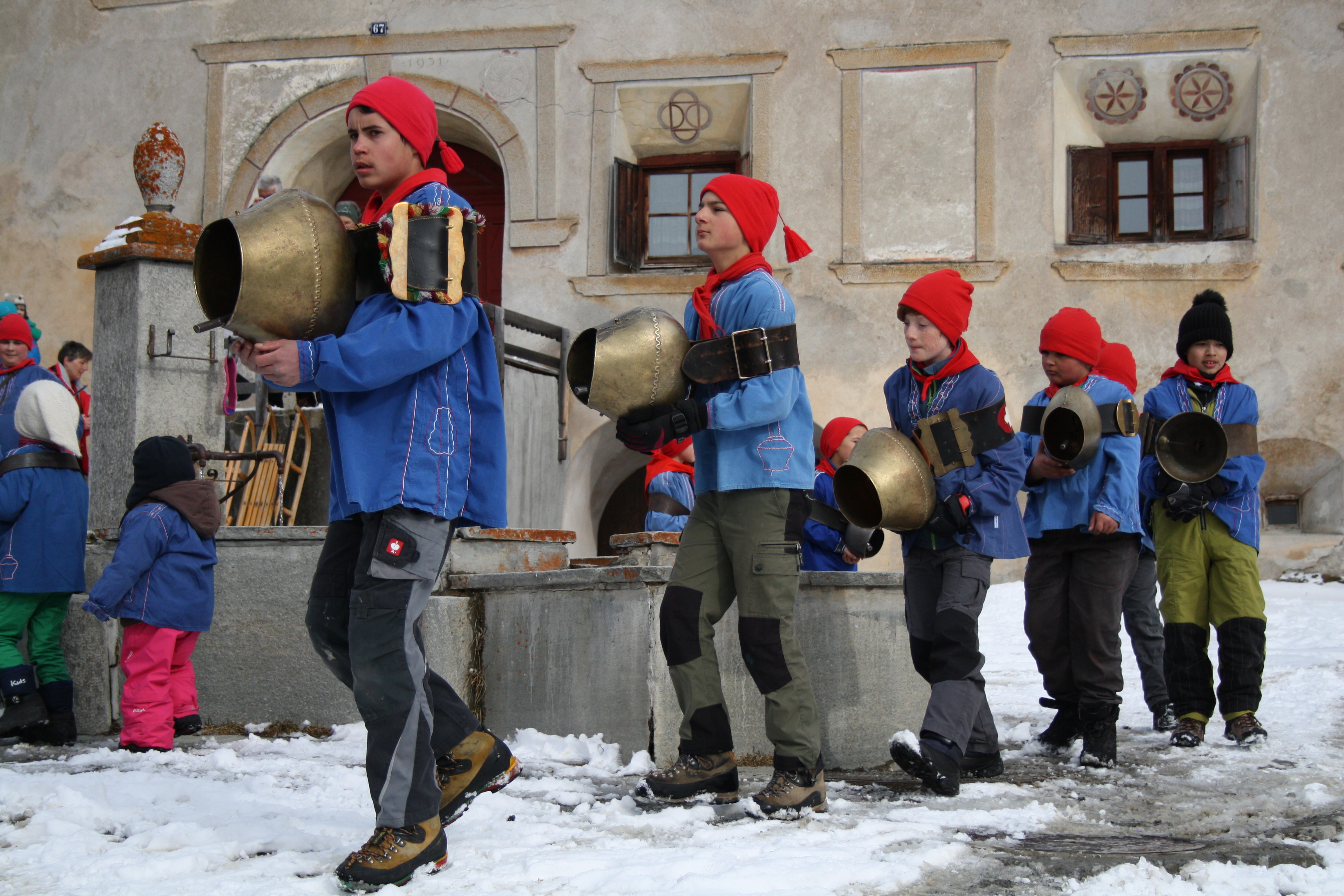
De chalandamarz in het dorp Guarda waarmee het einde van de winter wordt gevierd. Guarda staat bekend om haar beschilderde huizen.

Graubünden is cultureel gezien de meest diverse regio van Zwitserland. Het heeft een sterke bergcultuur wat zich kenmerkt door de geïsoleerde plattelandsgemeenschappen waarbij men zich afzondert van de andere gemeenschappen.
Het einde van de winter wordt gevierd met de Chalandamarz, een optocht door de dorpen. Aan het begin van de lente wordt in de dorpen de transhumance gehouden waarbij het vee naar hoger gelegen weiden wordt gebracht. In de herfst wordt het vee weer teruggeleid. 
In Graubünden zijn drie plekken te vinden die tot het Werelderfgoed worden gerekend, de Glarner-overschuiving waar oudere steenlagen over nieuwe heen zijn geschoven, de Benedictijner abdij Sankt Johann en twee spoorlijnen van de Rhätische Bahn, de Albulabahn en de Berninabahn.

### Culinair

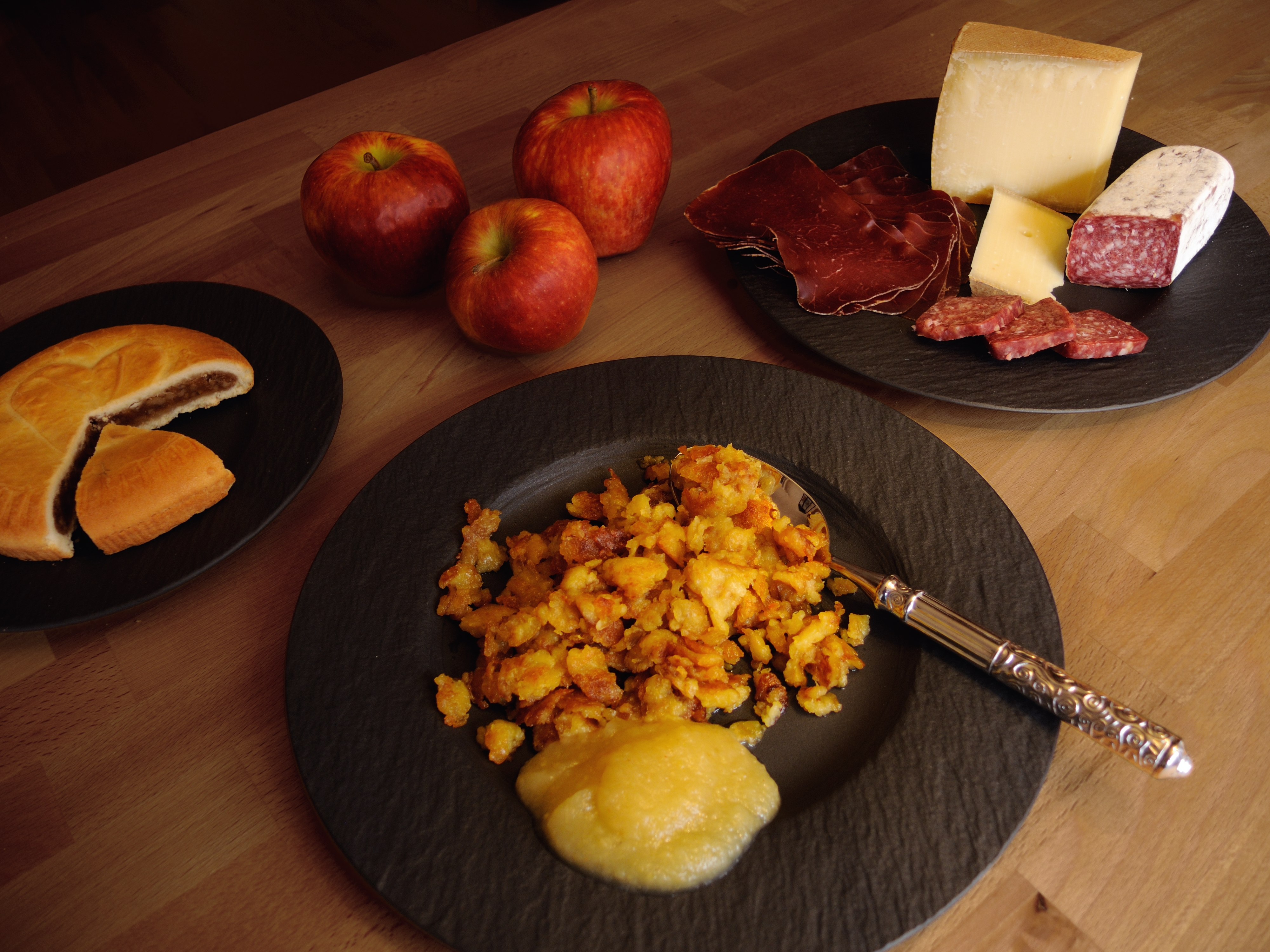
Een typische Graubünder maaltijd, met maluns als hoofdgerecht, gedroogd vlees, kaas, Salsiz-worst, appels en Bündner Nusstorte als nagerecht.

Een culinaire specialiteit is het Bündnerfleisch, vaak eenvoudigweg Graubündenvlees genoemd. Dit zijn dunne plakken vlees die eerst wekenlang in witte wijn, zout, uien en kruiden hebben geweekt om vervolgens opgehangen te worden om te drogen.
Maluns zijn gekookte aardappelen die vervolgens met bloem bewerkt worden en in boter gefrituurd. Het gerecht wordt geserveerd met compote, meestal van appels. Vaak worden er bijgerechten bij geserveerd.
Capuns is een dinergerecht waarbij knoedels gevuld met vlees en kruiden, verpakt worden in snijbietbladeren en vervolgens gekookt worden in een mengsel van melk en bouillon. Hierna worden ze gegratineerd met kaas.
Bündner Nusstorte is een gebak van kruimeldeeg, gevuld met gekaramelliseerde walnoten en honing. Een variant uit de Italiaanssprekende gebieden is de Torta di Castagne waarbij het deeg gevuld wordt met kastanjes. De taart wordt vaak als nagerecht gegeten.
In het kanton worden verschillende wijnen verbouwd.

### Talen

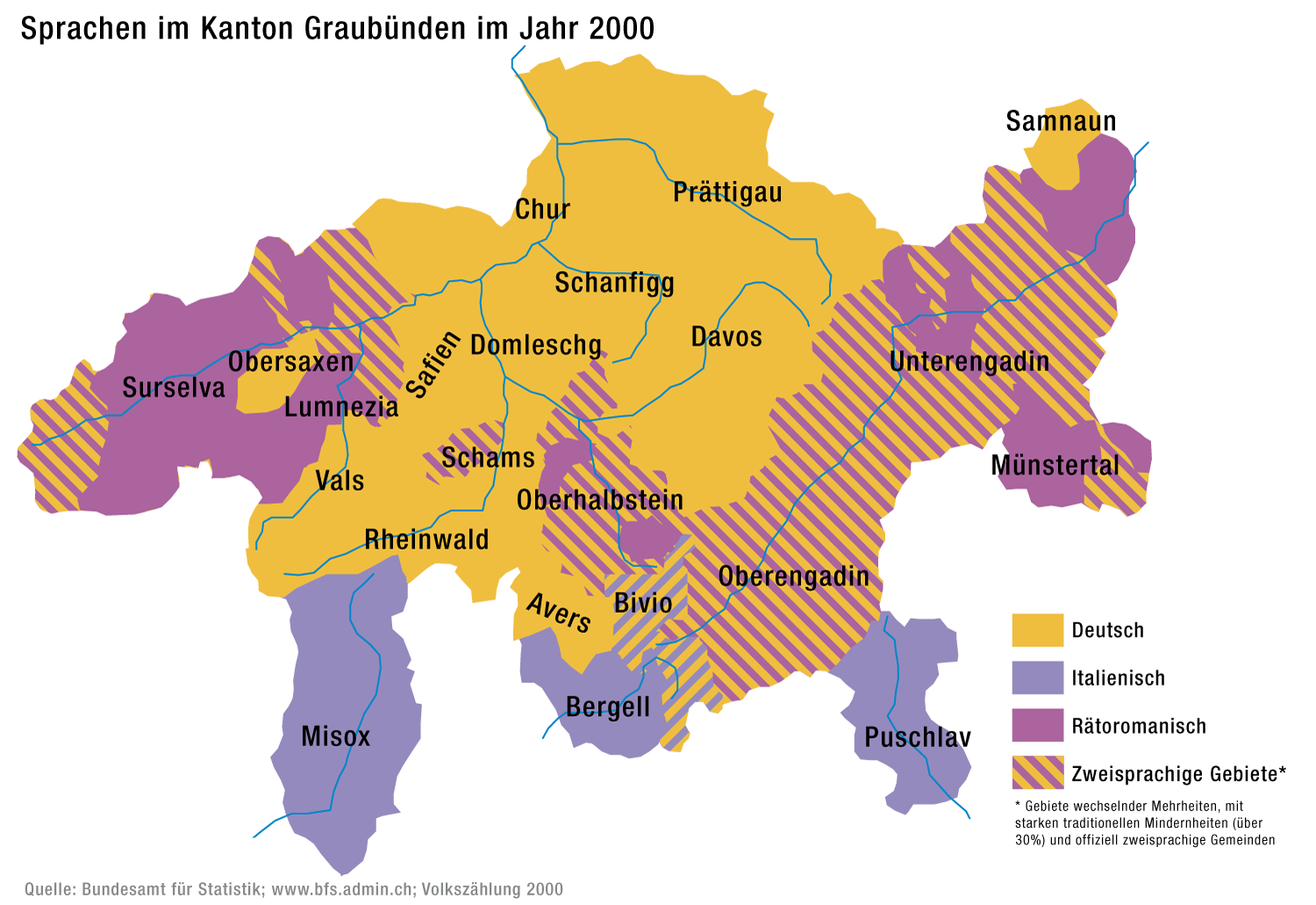
De geografische verdeling van de voertalen binnen het kanton.

Graubunden is het enige kanton dat officieel drietalig is. Deze talen zijn Duits (68,3%), Reto-Romaans (14,5%) en Italiaans (10,2%).
Zeven procent van de bevolking spreekt echter een andere taal als moedertaal. 13,6% van de bevolking van het kanton heeft geen Zwitsers paspoort.

### Religie
Graubünden kent al sinds de 16e eeuw een zekere mate van godsdienstvrijheid waarbij de verschillende gebiedsdelen zelf hun religie mochten bepalen. De inwoners zijn 40,8% protestant en 48,3% rooms-katholiek (2000).

## Politiek

### Wetgevende macht
De wetgevende macht ligt in handen van de 120 leden tellende Grote Raad van het kanton Graubünden die om de drie jaar wordt gekozen. De kiesgerechtigden brengen in hun kiesdistrict hun stem uit op de kandidaat naar keuze (districtenstelsel). De kandidaat met de meeste stemmen wordt afgevaardigd naar de Grote Raad. De bevolking is rechtstreeks betrokken bij besluitvorming en wetgeving. Vierduizend personen of een zevende van de gemeenten kunnen een grondwetsverandering verlangen, terwijl drieduizend personen of een achtste van de gemeenten een wet of een wetsverandering kunnen voorstellen (volksinitiatief). Ten slotte kunnen vijfduizend personen of een tiende van de gemeenten van de Grote Raad eisen dat zij een wetsvoorstel aan het volk moeten voorleggen (referendum).

### Uitvoerende macht
De uitvoerende macht ligt in handen van de regering (vroeger Kleine Raad genaamd) die uit vijf leden bestaat die voor de duur van vier jaar, rechtstreeks door de bevolking worden gekozen via het districtenstelsel. De voorzitter van de regering wordt ieder jaar uit het midden van de regeringsleden gekozen. De voorzitter van de regering in 2021 is Mario Cavigelli (CVP). Overige leden van de regering zijn Marcus Caduff (CVP, vicevoorzitter 2021), Peter Peyer (SP), Jon Domenic Parolini (BDP) en Christian Rathgeb (FDP).

### Politieke partijen
Traditioneel zijn de Christendemocratische Volkspartij (CVP), de Zwitserse Volkspartij (SVP) en de Vrijzinnig Democratische Partij (FDP) de grootste partijen. Graubünden is een van de kantons waar de SVP al lange tijd deel uitmaakt van de regering. In 2008 is de kantonnale afdeling echter uit de partij uitgesloten, nadat Eveline Widmer-Schlumpf in de Zwitserse Bondsraad werd gekozen ten gunste van SVP-voorman Christoph Blocher.

### Verkiezingsuitslagen

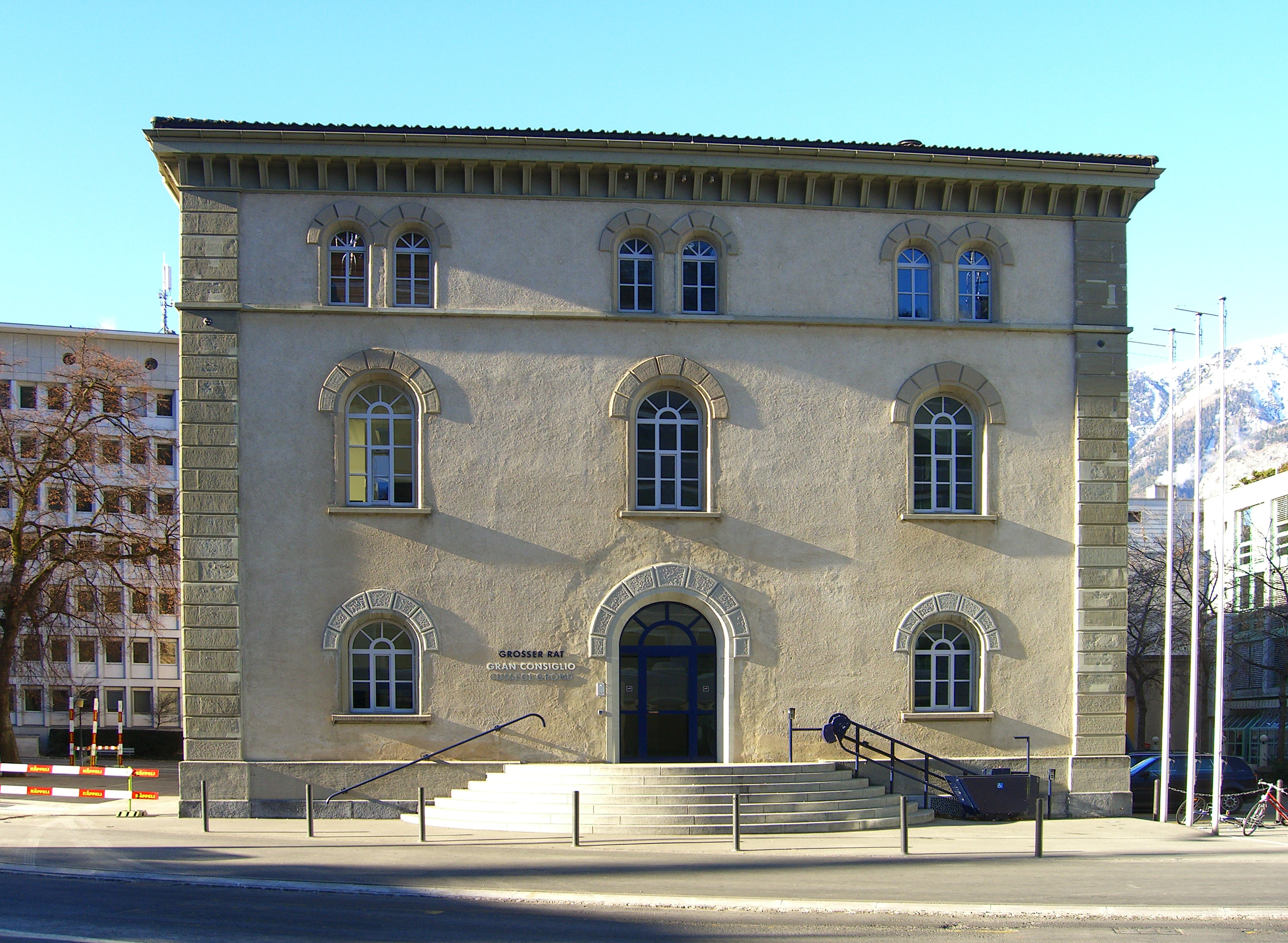
Het parlementsgebouw van het kanton

| Partij          | 2000 | 2003 | 2006 | 2010 | 2014 | 2018 | 2022 |
| --------------- | ---- | ---- | ---- | ---- | ---- | ---- | ---- |
| FDP             | 34   | 29   | 33   | 38   | 35   | 36   | 27   |
| CVP - Die Mitte | 37   | 40   | 35   | 33   | 31   | 30   | 34   |
| BDP             |      |      |      | 26   | 28   | 23   | ↑    |
| SP              | 13   | 13   | 14   | 12   | 15   | 18   | 27   |
| SVP             | 33   | 33   | 32   | 4    | 9    | 9    | 25   |
| GLP             |      |      |      | 2    | 2    | 3    | 7    |
| DSP             | 1    | 1    | 1    | -    | -    | -    | -    |
| Partijlozen     | 2    | 4    | 5    | 5    | -    | 1    | -    |

## Economie
De voor de voortdurende bewoning van sommige gemeenschappen benodigde bergeconomie overleeft dankzij productie van specialiteiten en hoge subsidies van bond en kanton. Het toerisme is uitgegroeid tot de belangrijkste economische factor. De bereikbaarheid van het Engadiner deel van het kanton is sinds 1999 aanmerkelijk verbeterd door de bouw van de 19 km lange Vereinatunnel.

## Verkeer & vervoer

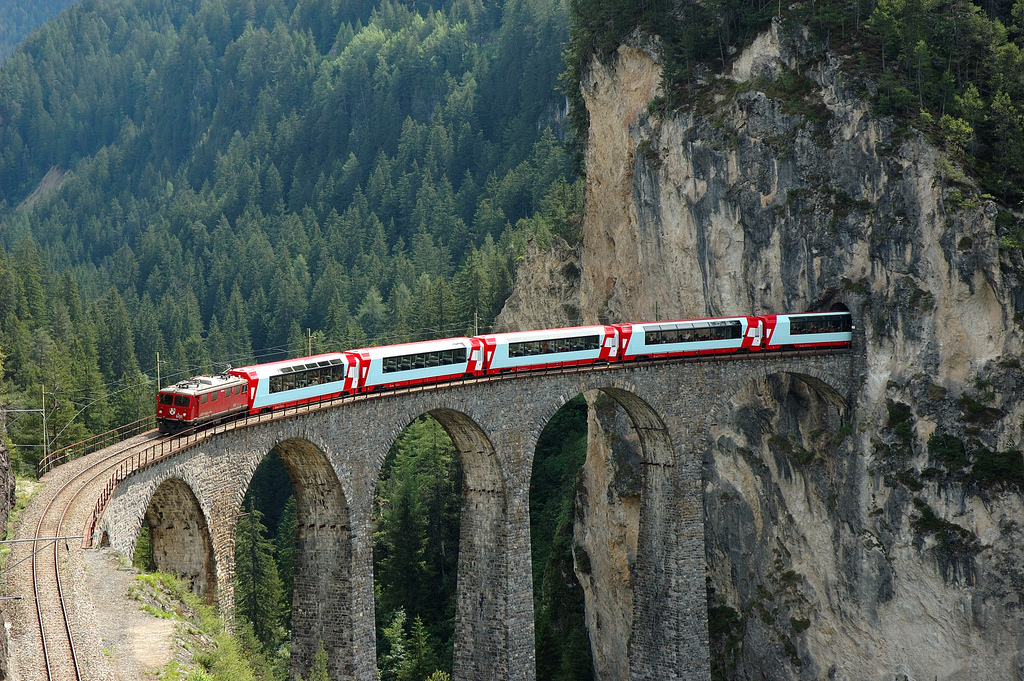
De Glacier Express, onderdeel van de Rhätische Bahn gaat over het Landwasserviaduct

Het kanton is eigenaar van de Rhätische Bahn die het grootste deel van het treinverkeer voor haar rekening neemt. Deze maatschappij werd in 1888 opgericht door de Nederlander Willem Jan Holsboer en heeft een uitgebreid netwerk van smalspoorlijnen die aangepast zijn aan het grillige landschap. De Rhätische Bahn heeft ook een toeristische functie. De Vereinatunnel is een belangrijke 19 kilometer lange spoortunnel.
Door het kanton loopt de Europese weg 43 die naar het noorden naar Duitsland loopt en in het zuidwesten naar Bellinzona in het kanton Ticino waar deze aansluit op o.a. een snelweg naar Italië.
In de buurt van de plaatsen Samedan en Sankt Moritz ligt de Luchthaven Engadin.
Diep onder de grond in het westen van het kanton loopt de Gotthard-basistunnel. Deze 57 kilometer lange treintunnel loopt van Uri naar Ticino. In Graubünden is een ingang naar een onderhoudsstation, Porta Alipina, ter hoogte van Sedrun. De tunnel ligt daar op 800 meter diepte.

## Toerisme
Omdat Graubünden een bergkanton is, is het toerisme daarop toegespitst. Bergbeklimmen, wandelen, natuur en wintersport zijn de belangrijkste troeven.

## Plaatsen en gebieden

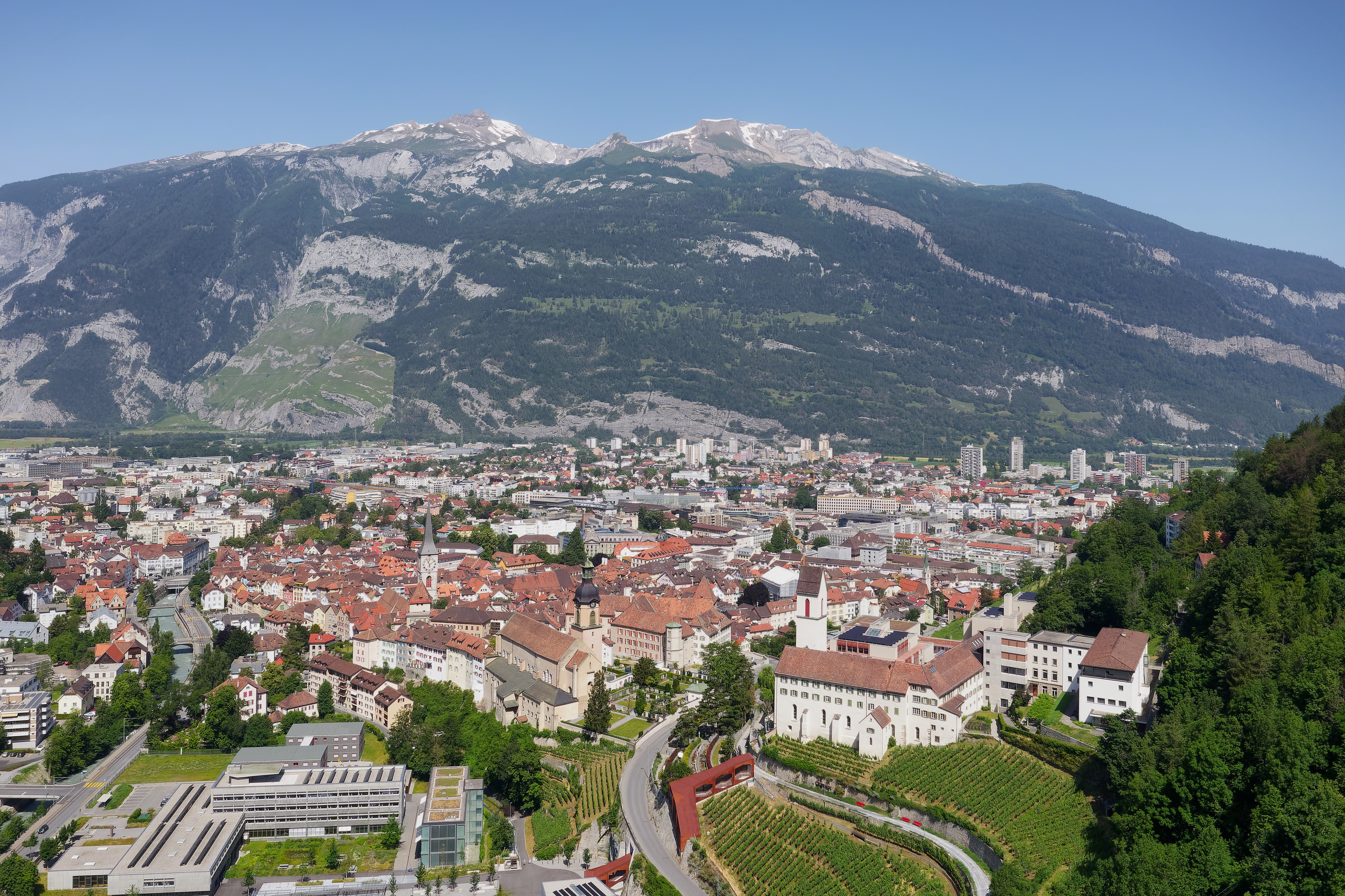
Zicht op Chur, de hoofdstad van Graubünden.

Bekende plaatsen in Graubünden zijn:
- De hoofdstad Chur. Dit was in de Romeinse tijd al een stad van betekenis. De binnenstad heeft een middeleeuws karakter. Belangrijke bezienswaardigheden zijn de kathedraal en het bisschoppelijk paleis.
- Davos werd vanaf de 19e eeuw een Beroemde plaats voor zowel sanatoria als voor de wintersport. In eerste instantie voor het schaatsen en later voor het skiën. Elk jaar in januari wordt hier het World Economic Forum gehouden.
- Sankt Moritz is een hoog gelegen plaats aan een meer dat reeds sinds de 19e eeuw bekend staat als exclusieve toeristische bestemming.

Andere plaatsen zijn:
Arosa – Domat/Ems – Engadin – Igis – Ilanz – Klosters – Lenzerheide – Poschiavo – Reichenau – Samedan - Savognin – Scuol – Splügen – Zernez – Zuoz

### Districten
Graubünden is opgedeeld in 11 districten (die weer bestaan uit 39 cirkels, met totaal 208 gemeenten):
- Albula
- Bernina
- Hinterrhein sinds 2017: Viamala
- Imboden
- Inn sinds 2017: Engiadina Bassa/Val Müstair (Unterengadin/Münstertal)
- Landquart
- Maloja
- Moësa
- Plessur
- Prättigau/Davos
- Surselva

Albula · Bernina · Hinterrhein · Imboden · Inn · Landquart · Maloja · Moësa · Plessur · Prättigau/Davos · Surselva
Aargau · Appenzell Ausserrhoden · Appenzell Innerrhoden · Basel-Landschaft · Basel-Stadt · Bern · Fribourg · Genève · Glarus · Graubünden · Jura · Luzern · Neuchâtel · Nidwalden · Obwalden · Sankt Gallen · Schaffhausen · Schwyz · Solothurn · Thurgau · Ticino · Uri · Vaud · Wallis · Zug · Zürich